# Trimithis

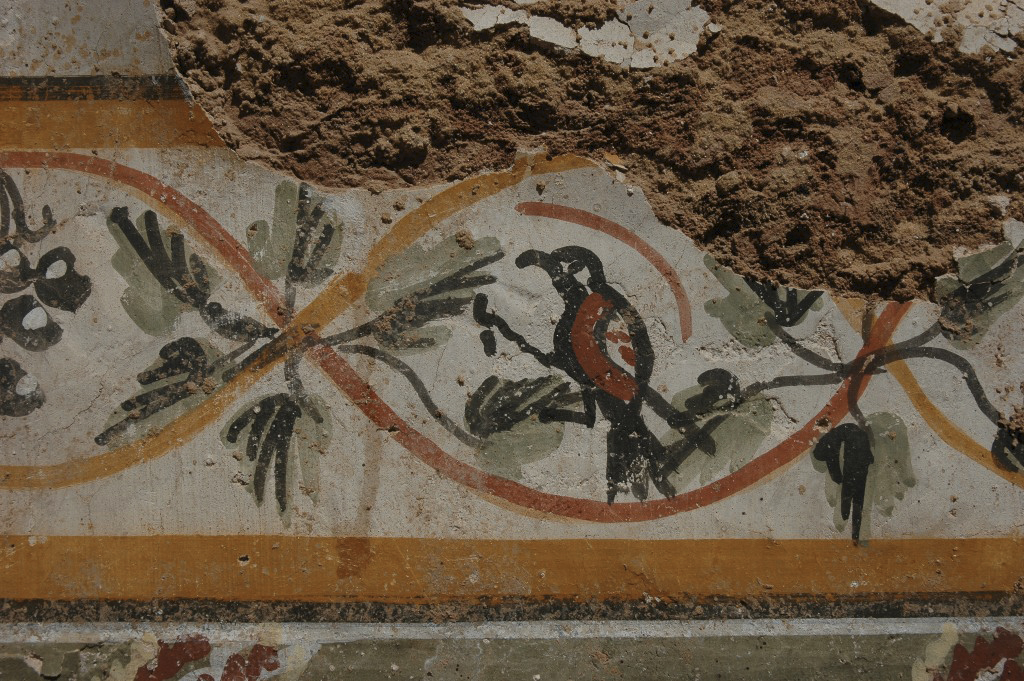
Restes de decoració parietal a Trimithis

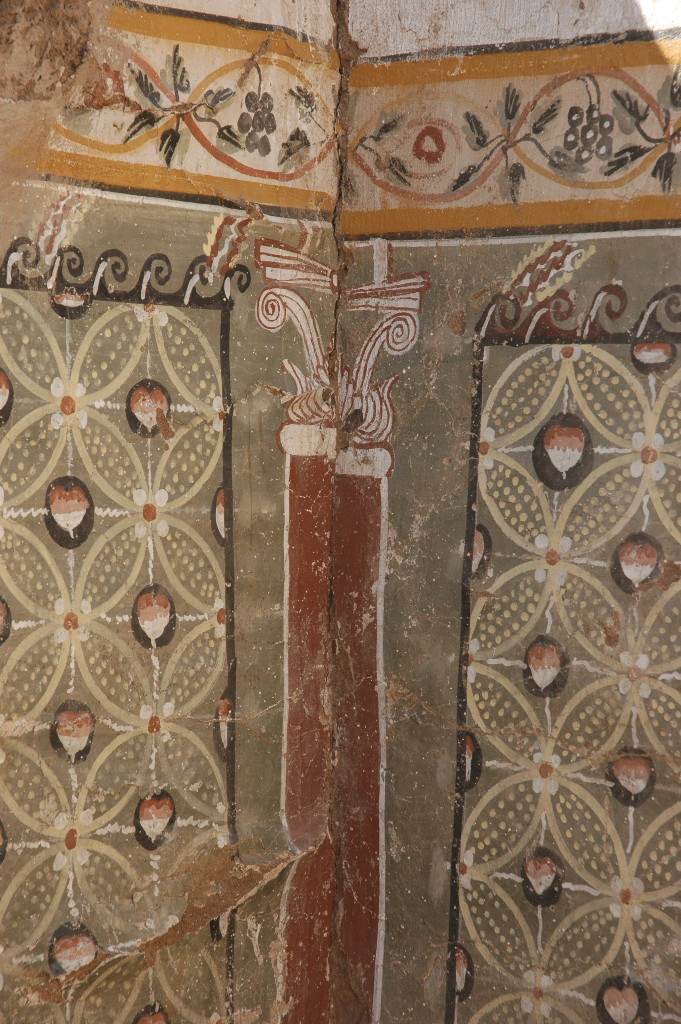
Detall de pintures parietals interiors a Trimithis

Trimithis (en grec: Τριμιθις) fou una antiga ciutat egípcia situada a l'Oasi de Dajla, al desert occidental. L'emplaçament actual de la ciutat es coneix com a Amheida (en àrab: أمحيدة), que es troba en la governació egípcia de Wadi al Jadid. En l'època de l'Antic Egipte, el lloc es deia Set-waḥ (s.t-wꜢḥ, 'lloc de descans'). El nom grec de la ciutat, Trimithis, procedeix del copte Trimhite, que significa 'magatzem del nord'. El nom àrab modern, també, Amhâdeh o Amhida, deriva probablement del grec o del copte.

## Jaciment arqueològic
A Amheida s'han trobat restes arqueològiques del Regne Antic d'Egipte. Els bocins de ceràmica apareguts en les excavacions daten de l'etapa entre el Regne Antic i el període romà tardà.
Durant l'Imperi Nou d'Egipte n'hi hagué un templet i també s'ha trobat una estela de Seti II (Dinastia XIX). El temple local, dedicat a Tot, "Senyor d'Hermúpolis Magna", ja existia en la Dinastia XXIII, com ho demostra un bloc de gres que duu el nom de Petubastis I. En la Dinastia XXVI, el temple tingué un nou santuari, en què es conserven els noms dels reis Necó II, Psamètic II i Amosis II.
La població augmentà exponencialment sota el domini romà. Trimithis esdevingué una reconeguda polis. Va decaure ràpidament durant l'Antiguitat tardana. La ciutat romana es va construir a l'entorn del Temple de Tot. Incloent-hi el cementeri, cobria una àrea d'uns 2,5 km per 1,5 km.
Bernardino Drovetti descrigué el jaciment el 1821. John Gardner Wilkinson el visità el 1825 i fou el primer a registrar el seu nom modern: Lémhada, el 1843. El 1963, Ahmed Fakhry hi començà unes excavacions arqueològiques.
Els 2013-2014, l'egiptòleg holandés Olaf E. Kaper va trobar un portal del temple amb el nom de Petubastis Seheribre. Va suggerir que el príncep i antirei Petubastis Seheribre podria haver derrotat des d'ací l'exèrcit del gran rei persa Cambises II.
Les restes d'assentament visibles hui pertanyen a la ciutat grecoromana de Trimithis. La grandària de la zona indica que devia ser el lloc de residència d'entre 5.000 i 10.000 habitants a la fi de l'Antiguitat. La carta de fundació d'una polis està documentada des de l'any 304. La ciutat tenia extensos cementeris amb capelles funeràries de tova, inclosos dos enterraments amb piràmides de tova. Entre els edificis residencials que s'hi han trobat destaca el de l'acabalat Serenus, amb pintures murals amb escenes mitològiques.
El 2023 s'excavà una església cristiana copta de tipus basilical, de mitjan segle IV, que té la particularitat de contenir les criptes funeràries més antigues d'Egipte trobades fins ara.